# Diana Cavallioti
Diana Cavallioti (Galați, 19 maggio 1986) è un'attrice rumena.
È conosciuta principalmente per i suoi ruoli in Racconti dell'età dell'oro, Ana, mon amour, e Crossing Dates. Compare anche nel war movie statunitense Chosen di Jasmin Dizdar, dove recita al fianco di Luke Mably e Harvey Keitel.
Nel 2017 è fra i concorrenti del Festival internazionale del cinema di Berlino per il suo ruolo da protagonista in Ana, mon amour, vincitore di un Orso d'argento.

## Filmografia

### Cinema
- The Rest is Silence (Restul e Tacere)[2], regia di Nae Caranfil (2007)
- Crossing Dates (Întâlniri încrucisate)[3], regia di Anca Damian (2008)
- Racconti dell'età dell'oro, registi vari (2009) – episodio La leggenda dei venditori d'aria
- A Very Unsettled Summer[4], regia di Anca Damian (2013)
- Chosen (film 2016)[5], regia di Jasmin Dizdar (2016)
- Ana, mon amour, regia di Peter Călin Netzer (2017)

### Televisione
- Inocenta Furata, regia di Alex Fotea – Film TV (2006)
- A step ahead (Cu un pas înainte) – Serie TV, 13 episodi (2007)
- O sãptãmânã nebunã[6] – Serie TV, 7 episodi (2014)
- Umbre[7] - Serie TV, episodio 1x01 (2014)